# Żniwa w La Crau z Montmajour w tle
Żniwa w La Crau z Montmajour w tle (hol. De oogst, ang. Harvest at La Crau, with Montmajour in the Background) to obraz Vincenta van Gogha namalowany w czerwcu 1888 podczas jego pobytu w miejscowości Arles.  Nr kat.: F 412, JH 1440.

## Historia
W czerwcu w Prowansji tradycyjnie rozpoczynają się sianokosy i żniwa. Ta tematyka dominuje w pejzażach namalowanych przez van Gogha latem 1888. Pejzaże te należą do najbardziej wyrazistych, barwnych i malowanych pewną ręką w karierze artysty.
Do najpiękniejszych spośród nich (i do najpiękniejszych w ogóle) należy obraz Żniwa w La Crau z Montmajour w tle. Pole pszenicy, które stało się tematem obrazu, położone było na terenie bogatego w żyzne ziemie La Crau, na południowy wschód od Arles. Miejscowe pola przypominały van Goghowi pola Brabancji, były jednak bardziej kolorowe i oświetlone jaskrawym słońcem. Rosło tu też dużo drzew owocowych a miejscowi wieśniacy, choć biedni wydawali się szczęśliwi. Pobliskie góry były częstym punktem wycieczek artysty.

## Opis
Tło obrazu tworzą porozrzucane domy i pasmo Małych Alp na horyzoncie. Centralnym punktem jest tu wóz rolniczy, przyciągający wzrok w głąb malowidła, pięknie oddanego kolorami prawie niezauważalnie zacierającymi się w miarę narastania odległości.
Vincent van Gogh tak opisywał obraz w liście do brata Theo:
Pracuję właśnie nad nowym motywem, zielone i żółte pola, daleko, jak okiem sięgnąć, który  już dwa razy szkicowałem, a teraz zaczynam malować całkiem jak jakiś Salomon Konink – no wiesz – ten uczeń Rembrandta, który malował płaskie, szerokie pejzaże. Albo coś jak Michel czy Jules Dupré, ale to przecież całkiem inne niż różane ogrody. Faktem jest, że widziałem tylko część Prowansji, w innych jej stronach natura jest taka, jaką maluje na przykład Claude Monet.

## Akwarela
Van Gogh w czerwcu 1888 sporządził również dwie akwarelowe wersje tego samego tematu.

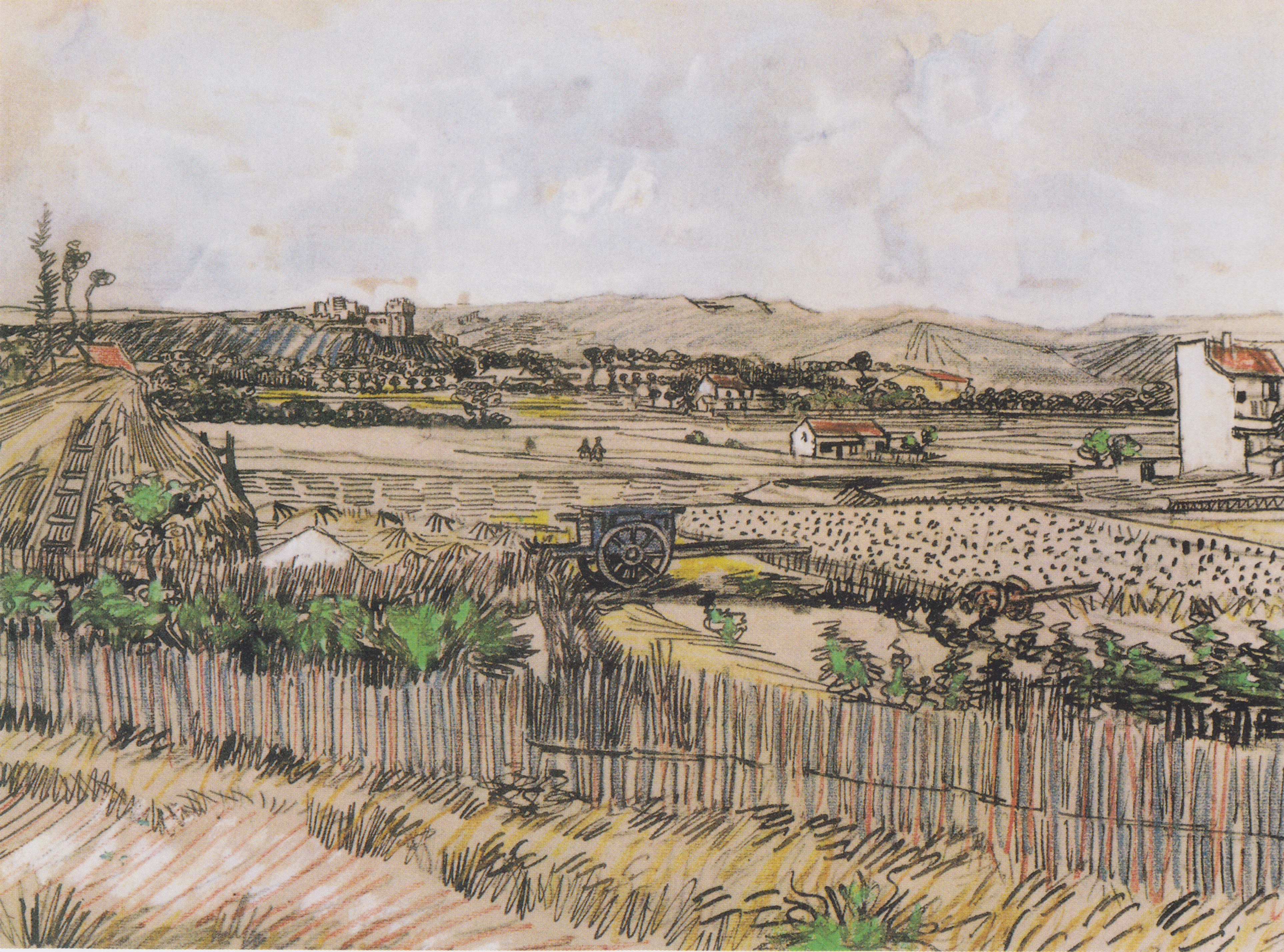
Żniwa w Prowansji, po lewej Montmajour akwarela 39,5 x 52,5 cm Fogg Museum Nr kat.: F 1484, JH 1438
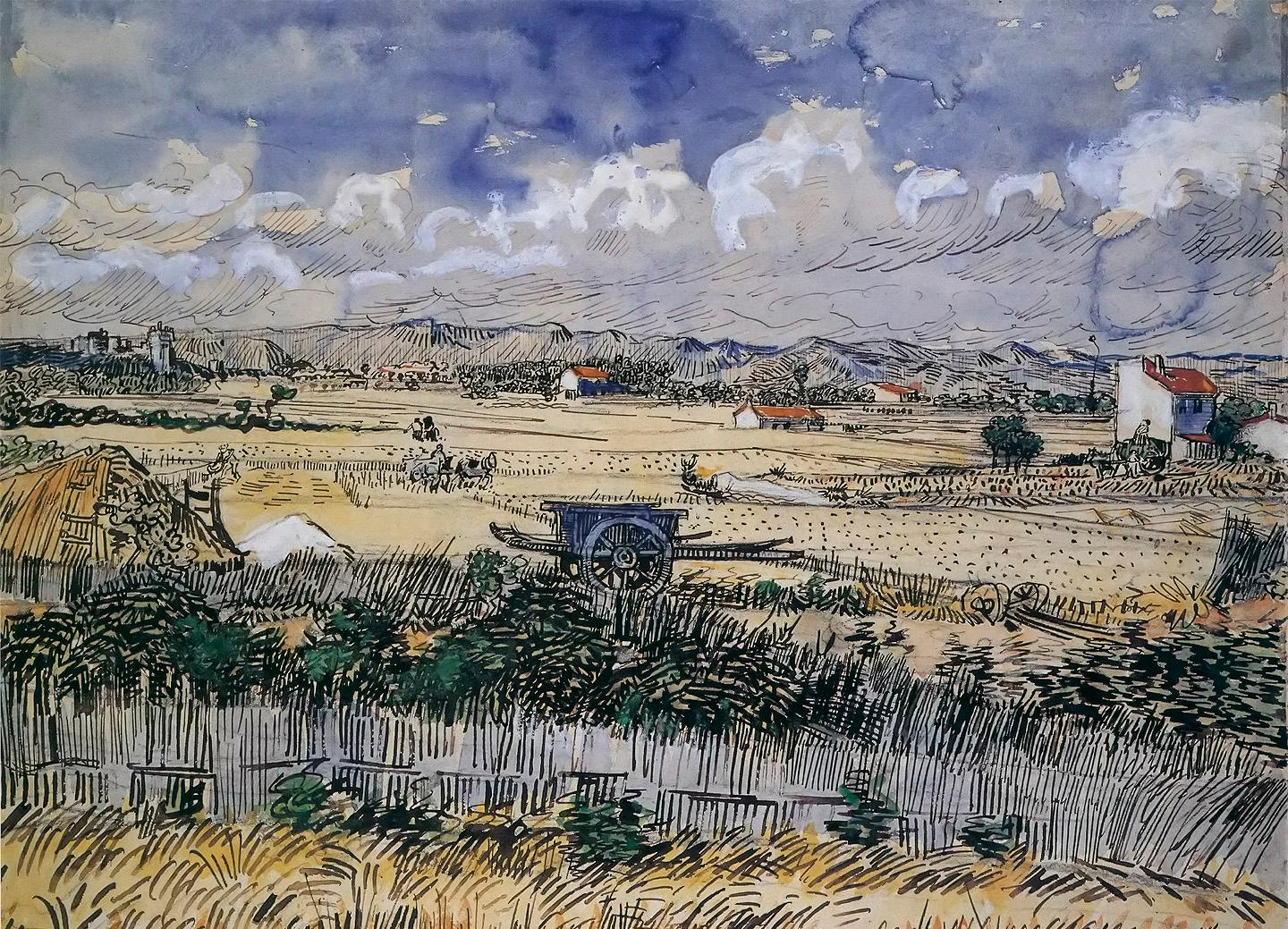
Pejzaż żniwny akwarela kolekcja prywatna, Nr kat.: F 1483, JH 1439

- Żniwa w Prowansji, po lewej Montmajour
akwarela
39,5 x 52,5 cm
Fogg Museum
 Nr kat.: F 1484, JH 1438
- Pejzaż żniwny
 akwarela
kolekcja prywatna,
 Nr kat.: F 1483, JH 1439